# Manuel de Brito
Manuel de Brito (Rio de Janeiro, 1928 – Lisboa, 29 de novembro de 2005) foi um dos primeiros e maiores galeristas e livreiros portugueses do século XX.
Em 1964 abriu em Lisboa a Galeria 111, que teria sucursal no Porto (1971). Ao longo da vida, reuniu cerca de 2000 obras de arte, desenho, pintura e escultura, uma das maiores e mais importantes coleções do país.
Um ano depois do seu falecimento, o seu património ficou exposto no renovado Palácio dos Anjos, em Algés, no Centro de Arte – Coleção Manuel de Brito, fruto de um protocolo celebrado entre a família do galerista e a Câmara Municipal de Oeiras.
Manuel de Brito assumiu em Portugal um papel preponderante como agente cultural sobretudo após a queda da ditadura, em consequência da Revolução dos Cravos.
É uma figura singular na cultura portuguesa da segunda metade do século e uma personalidade única da vida cultural de Lisboa. 

## Biografia
Foi gerente da Livraria Escolar Editora (1945/1960), a mais completa na área de literatura científica em Portugal. Nela se iniciou como editor.

### Livreiro
Fundada em 1960, a sua livraria situava-se no Campo Grande, junto da Cidade Universitária. Desde logo Manuel de Brito se tornou centro de atenções, não só como fornecedor actualizado de obras especializadas e de interesse cultural mas também como personalidade solidária com o movimento estudantil dos anos sessenta.
A sua livraria tornou-se ponto de encontro de estudantes, artistas e intelectuais. Foi um sério opositor da Censura do Estado Novo e bateu-se, não sem sequelas, contra as proibições e apreensão de livros que o regime ordenava.
Foi editor de obras gráficas, de livros de arte e de poesia.
Apoiou estudantes universitários na execução das suas teses de mestrado e doutoramento.

### Galerista
- Iniciou em 1964 a sua atividade profissional no mundo da arte com a abertura da Galeria 111. Começou a expor jovens artistas, alguns pela primeira vez, que seriam depois reconhecidos como dos mais importantes da arte portuguesa de então. Realizou centenas de exposições.
- Em 1971 abriu a Galeria Zen no Porto. Destacou-se como especialista de arte. Aprofundou conhecimentos no seu relacionamento regular com Almada Negreiros, Eduardo Viana, Abel Manta, Carlos Botelho, António Soares, Luis Dourdil, Luís Reys Santos, Mário Chicó, Betâmio de Almeida, J.J. Andrade Santos, Dórdio Gomes e Rui Mário Gonçalves.
- Colaborou em exposições de arte portuguesa com a Fundação Calouste Gulbenkian, Sociedade Nacional de Belas Artes, Secretaria de Estado da Cultura, Ministério dos Negócios Estrangeiros, Centro Cultural de Belém, Presidência da República, Fundação de Serralves, Casas de Cultura e Câmaras Municipais. Colaborou também com o Museu do Louvre e o Museu Picasso de Barcelona.
- Fez visitas de estudo aos principais museus da Alemanha, Áustria, Bélgica, Brasil, China, Dinamarca, Egipto, Espanha, Estados Unidos, França, Grécia, Holanda, Itália, Inglaterra, Irlanda, Jugoslávia, Marrocos, Noruega, Rússia, Suíça. Visitou regularmente a Bienal de São Paulo, Bienal de Veneza e a Documenta de Kassel. Participou em feiras de arte portuguesas e internacionais.
- Foi comissário de exposições internacionais na Universidade Hispano-Americana Santa Maria de La Rabida, em Huelva, no Centro Cultural Conde Duque, em Madrid, no Museu da Cidade de Madrid, no Museu Guiness Hopstore de Dublin, na Cidade Proibida e no Museu de Arte Moderna de Pequim, no Museu de Arte Moderna de São Paulo (várias vezes) e no Museu de Arte Moderna do Rio de Janeiro, em Macau no Leal Senado, na Fundação Oriente e no Museu Camões (cerca de duas dezenas de vezes), sendo a última a convite do governo chinês, em 2002.
- Em 1985 dirigiu o sector de exposições da Direção-Geral da Comunicação Social no Palácio Foz, em Lisboa. Sob a sua orientação foram recuperadas as salas de exposições que estavam degradadas.
- Em 1994 apresentou a sua coleção pessoal no Museu do Chiado, no âmbito de Lisboa 94 – Capital Europeia da Cultura. Esta exposição seria posteriormente apresentada em Macau, no Fórum, no MASP de São Paulo e no MAM do Rio de Janeiro.
- Foi consultor do programa Acontece de Carlos Pinto Coelho (RTP), de 1995 a 2003, data em que terminou.

## Méritos
- Fez parte do Conselho Geral da Fundação Mário Soares.
- Pertenceu ao Conselho Consultivo da Fundação Marquês de Pombal.
- Em 1985 foi agraciado com o grau de Comendador da Ordem da Liberdade pelo presidente António Ramalho Eanes.[2]
- Em 1988 foi-lhe atribuída a Medalha de Mérito – Grau Ouro pela Câmara Municipal de Oeiras.
- Em 1994 foi agraciado com o grau de Comendador da Ordem do Infante D. Henrique pelo presidente Mário Soares.[2] Nesse ano recebeu ainda a Condecoração de Mérito Cultural, atribuída pelo governo português.
- Profissional do Ano, eleito pelo Rotary Club-Lumiar, em 2001
- Em 2004 foi agraciado com a Grã-Cruz da Ordem do Infante D. Henrique pelo presidente Jorge Sampaio.[2]